# Sadjem
Sadjem är en ort i Gällivare kommun, Norrbottens län.
Vid folkräkningen 1890 hade orten 13 invånare och i augusti 2016 fanns det enligt Ratsit nio personer över 16 år registrerade med Sadjem som adress. I orten finns det privata aktiebolaget Sadjem Skog AB.